# Cogo (Äquatorialguinea)
Cogo, ehemals Puerto Iradier, ist eine Stadt an der Mündung des Muni, Äquatorialguinea, rund zwei Kilometer östlich von Acalayong. Sie ist bekannt für ihre teilweise ruinierte spanische Kolonialarchitektur. Sie ist die südlichste Stadt der Provinz Litoral.
Die Stadt ist im Osten und Südosten vom Congüe River und im Westen und Südwesten vom Mitemle River umgeben. Sowohl der Congüe-Fluss als auch der Mitemle-Fluss entwässern die Muni-Mündung. Die Stadt liegt an der Spitze einer Halbinsel zwischen den Flüssen. Nahe am Hafen befindet sich die unbewohnte Insel Evele. Der größte Teil der Bevölkerung ist vom Fischfang abhängig. Es gibt ein großes Denkmal für Manuel Iradier, dem Namensgeber der Halbinsel, der 1874 der erste europäische Siedler war.

## Söhne und Töchter der Stadt
- Rafael María Nze Abuy (1926–1991), Erzbischof von Malabo